# Granddi Ngoyi
Granddi Ngoyi Majundu (ur. 17 maja 1988 w Melun) – piłkarz z Demokratycznej Republiki Konga grający na pozycji defensywnego pomocnika.

## Kariera klubowa
Ngoyi urodził się w mieście Melun, w rodzinie pochodzącej z dawnego Zairu. Piłkarską karierę rozpoczął w stołecznym klubie Paris Saint-Germain. Od 2006 roku zaczął występować w rezerwach PSG w rozgrywkach Championnat de France Amateurs, a w 2007 roku znalazł się w kadrze pierwszej drużyny prowadzonej przez Paula Le Guena. Zadebiutował w niej 4 sierpnia w zremisowanym 0:0 domowym meczu z FC Sochaux-Montbéliard. Do końca sezonu rozegrał 7 spotkań w Ligue 1, a w 2008 roku zdobył z tym klubem Puchar Ligi Francuskiej. W rundzie jesiennej sezonu 2008/2009 pełnił rolę rezerwowego dla Claude’a Makélélé i Clémenta Chantôme’a, jednak zimą 2009 roku został wypożyczony na sześć miesięcy do grającego w Ligue 2 Clermont Foot, gdzie wystąpił w 19 ligowych meczach. W 2011 roku został wypożyczony do FC Nantes. W sezonie 2012/2013 grał w Troyes AC.
Latem 2013 Ngoyi przeszedł do US Palermo. Z tego klubu był wypożyczany do Leeds oraz Dijon FCO, a w 2018 przeszedł do US Sénart-Moissy.
| Sezon   | Klub                     | Kraj    | Rozgrywki    | Mecze | Bramki | Rozgrywki Europy | Mecze | Bramki |
| ------- | ------------------------ | ------- | ------------ | ----- | ------ | ---------------- | ----- | ------ |
| 2006/07 | Paris Saint-Germain B    | Francja | CFA          | 15    | 0      | –                | –     | –      |
| 2007/08 | Paris Saint-Germain      | Francja | Ligue 1      | 7     | 0      | –                | –     | –      |
| 2007/08 | Paris Saint-Germain B    | Francja | CFA          | 13    | 1      | –                | –     | –      |
| 2008/09 | Paris Saint-Germain      | Francja | Ligue 1      | 0     | 0      | Liga Europy UEFA | 1     | 0      |
| 2008/09 | Paris Saint-Germain B    | Francja | CFA          | 9     | 1      | –                | –     | –      |
| 2008/09 | Clermont Foot (wyp.)     | Francja | Ligue 2      | 19    | 1      | –                | –     | –      |
| 2009/10 | Paris Saint-Germain      | Francja | Ligue 1      | 16    | 0      | –                | –     | –      |
| 2010/11 | Stade Brestois 29 (wyp.) | Francja | Ligue 1      | 25    | 0      | –                | –     | –      |
| 2011/12 | Paris Saint-Germain      | Francja | Ligue 1      | 0     | 0      | Liga Europy UEFA | 2     | 0      |
| 2011/12 | FC Nantes (wyp.)         | Francja | Ligue 2      | 20    | 1      | –                | –     | –      |
| 2012/13 | Troyes AC                | Francja | Ligue 1      | 31    | 1      | –                | –     | –      |
| 2013/14 | US Palermo               | Włochy  | Serie B      | 20    | 0      | –                | –     | –      |
| 2014/15 | US Palermo               | Włochy  | Serie A      | 5     | 0      | –                | –     | –      |
| 2014/15 | Leeds United             | Anglia  | Championship | 1     | 0      | –                | –     | –      |
| 2015/16 | Dijon FCO                | Francja | Ligue 2      | 13    | 0      | –                | –     | –      |
| 2017/18 | US Sénart-Moissy         | Francja | CFA 2        | 6     | 1      | –                | –     | –      |

## Kariera reprezentacyjna
W latach 2007–2008 Ngoyi wystąpił w czterech meczach reprezentacji Francji U-19, wszystkich na Mistrzostwach Europy U-19 w 2007 roku i dotarł z Francją do półfinału. Grał także w kadrze Francji U-21.
W 2009 roku został powołany do reprezentacji Demokratycznej Republiki Konga na eliminacje do MŚ 2010 oraz PNA 2010.